# Спурій Муммій
Спурій Муммій (Spurius Mummius; ? — після 139 до н. е.) — політичний та військовий діяч, легат, красномовець, поет часів Римської республіки.

## Життєпис
Походив з плебейського роду Мумміїв. Він і його старший брат  Луцій Муммій, консул були homo novus.. Здобув гарну освіту, навчався красномовства у стоїків. Був прихильником нобілів та оптиматів, входив до гуртка Сципіона Молодшого.
У 146—145 роках до н. е. був легатом у війську свого брата Луція Муммія. Брав участь у війні проти Ахейського союзу та здобутті Коринфу.
У 140—139 роках до н. е. разом з Публієм Корнелієм Сципіоном Еміліаном й Луцієм Цецилієм Метеллом Кальвом був членом посольства до еллінських міст, єгипетського царства Птолемеїв, Сирії.
Був відомий своїм красномовством. Його виведено Марком Туллієм Цицероном як одного з учасників діалогу «Про державу». Останній відзначав небагатослівність Муммія під час промов.

## Творчість
Відомий також як автор етичних та сатиричних послань у віршованій формі. Основна тема: гумористичне зображення перебування автора у Коринфі. Ці твори були першими прикладами окремого виду в давньоримській поезії, відомі надалі як поетичні послання. Ними захоплювалися ще за часів ранньої Римської імперії. Одним з шанувальників його був Горацій.

## Родина
- Спурій Муммій